# Lofoten (Schiff)
Die Lofoten ist ein ehemaliges Post- und Passagierschiff der norwegischen Reederei Hurtigruten AS und verkehrte von 1964 bis 2020 auf der Hurtigruten an der Küste Norwegens im Linienverkehr. Sie war seit der Außerdienststellung der Nordstjernen im März 2012 das älteste Schiff der Linie. Die Lofoten hat eine Länge von 87,4 m, eine Breite von 13,2 m und wurde mit 2.621 BRZ vermessen. Seit März 2020 war sie in unterschiedlichen Häfen Norwegens aufgelegt. Zum 31. Dezember 2020 wurde sie an die Sørlandets Maritime Videregående Skole in Kristiansand verkauft, die sie als Schulschiff nutzt.

## Geschichte

### Bau, Indienststellung und Erhaltung

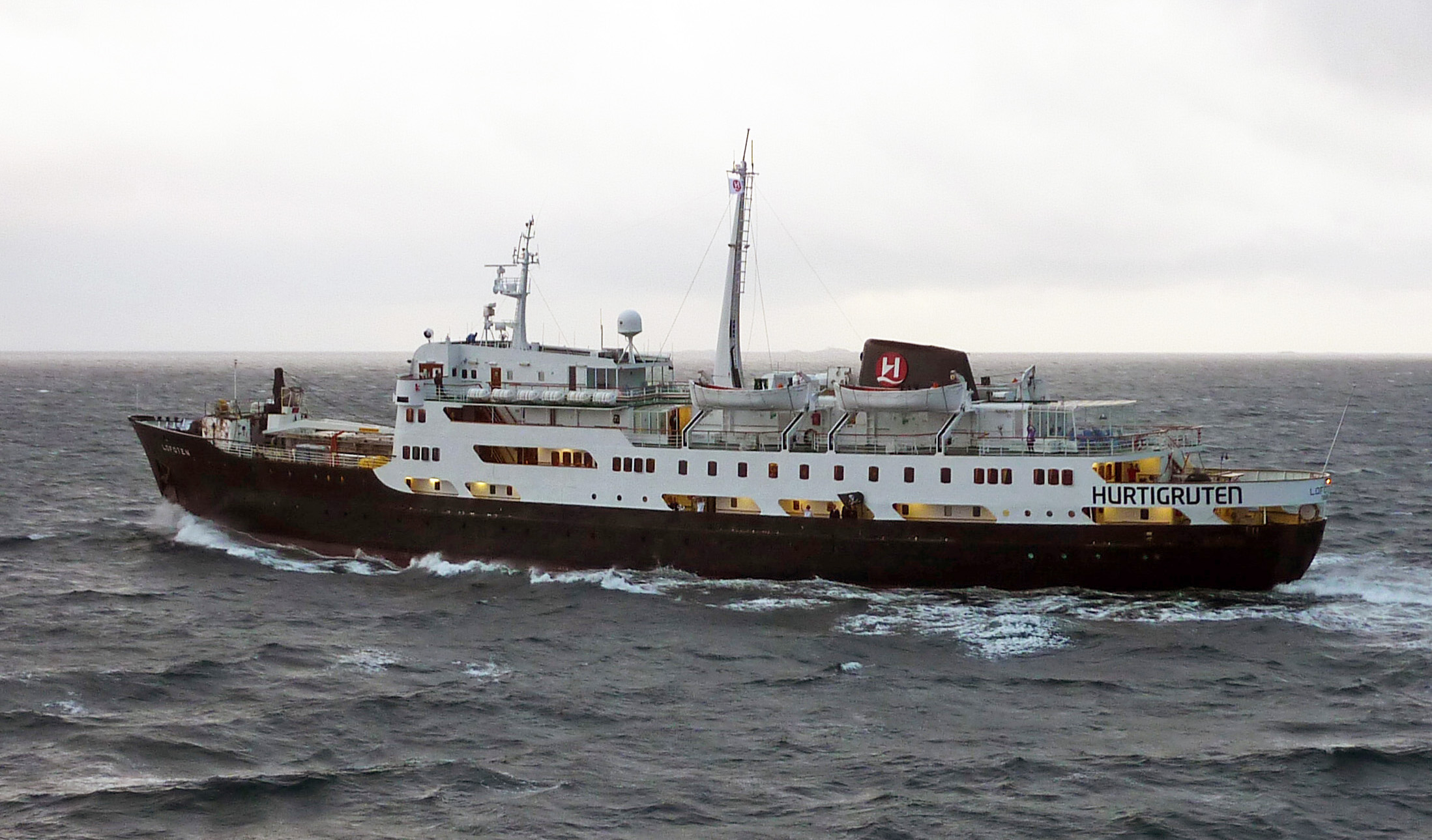
Heckansicht der Lofoten im Jahr 2014

Die Lofoten wurde mit der Baunummer 547 auf der Werft A/S Akers mekaniske verksted in Oslo erbaut und lief am 7. September 1963 vom Stapel. Am 27. Februar 1964 erfolgte die Indienststellung für die Gesellschaft Vesteraalens Dampskibsselskap A/S (VDS) in Stokmarknes. Während der Einsatzzeit änderten sich die Besitzverhältnisse mehrfach.
Neben den regelmäßigen Werftaufenthalten wurde die Lofoten in den Jahren 1980 und 1985 auf der Aalborg-Werft in Dänemark modernisiert. Weitere Modernisierungs- und Umbaumaßnahmen folgen 1995 und 2003, wobei der traditionelle Stil dabei jedoch erhalten blieb. Sie wurde aufgrund ihrer weitgehend originalen, von viel Holz dominierten Ausstattung in Norwegen unter Denkmalschutz gestellt.
Im Rahmen eines neuen Konzeptes der Hurtigruten-Reederei, das den nostalgischen Charakter der Lofoten betonen sollte, erhielt sie 2015 wieder die Schornsteinmarke ihrer ursprünglichen, in der Hurtigruten AS aufgegangenen Reederei VDS. Auch ihre Innenausstattung wurde noch stärker dem ursprünglichen Zustand von 1964 angeglichen.

### Einsatz
Seit ihrer Indienststellung war die Lofoten auf der Hurtigruten im Einsatz. Seit der Saison 2010/2011 war das Schiff auch wieder ganzjährig im Liniendienst. Zuvor ersetzte sie knapp zehn Jahre im Winterhalbjahr die Nordnorge, die während dieser Zeit als Expeditionsschiff in den Gewässern der Antarktis und vor Chile fuhr. Im Sommer wurde die Lofoten für Kreuzfahrten, unter anderem im Gebiet der namensgebenden Inselgruppe der Lofoten, sowie nach Svalbard eingesetzt.
Während ihrer Einsatzzeit wurde die Lofoten mehrfach durch Kollisionen und Grundberührungen beschädigt.

### Verbleib
Das unter Denkmalschutz stehende Schiff entsprach u. a. bezüglich der Barrierefreiheit nicht mehr den Vorgaben des norwegischen Staates an ein öffentliches Verkehrsmittel, was sie als Schiff in der Hurtigruten war. Sie schied planmäßig zum 31. Dezember 2020 aus dem Liniendienst aus. Aufgrund der Auswirkungen der COVID-19-Pandemie auf die Auslastung der Schiffe im Jahre 2020 war sie bereits ab März 2020 aufgelegt. Zum 1. Januar 2021 übernahm die Sørlandets Maritime Videregående Skole in Kristiansand das Schiff. Sie nutzt es als Schulschiff. Es ist Nachfolgerin des ausgemusterten Schulschiffes Sjøkurs, das ebenfalls ein ehemaliges Hurtigrutenschiff der gleichen Generation ist und nach dem Weiterverkauf an Vestland Classic inzwischen wieder seinen ursprünglichen Namen Ragnvald Jarl trägt.

### Reedereien
- Ab der Indienststellung 1964: VDS
- Ab Januar 1988: OVDS
- Ab September 1988 FFR
- Ab April 1996: wieder OVDS
- Ab März 2006: Hurtigruten AS
- Ab Januar 2021: Sørlandets Maritime Videregående Skole

## Maschinenanlage und Antrieb
Die Lofoten wird von einem 7-Zylinder-Dieselmotor des Typs Burmeister & Wain DM 742 VT2BF.90 angetrieben, der bei einer Drehzahl von 200/min eine Leistung von 2.480 kW (ca. 3.370 PS) entwickelt und auf einen Verstellpropeller wirkt. Darüber hinaus verfügt das Schiff über drei Hauptgeneratoren und ein Notstromaggregat. Im Gegensatz zur Nordstjernen verfügt die Lofoten noch über ihren ursprünglichen Motor, lediglich 1996 erhielt sie einen neuen Motorblock.

## Ausstattung
Die Lofoten verfügt über fünf Decks und ist mit 155 Betten in 63 Kabinen ausgestattet. Das Schiff ist für maximal 410 Passagiere zugelassen. Die maximale Geschwindigkeit beträgt 16 Knoten. Die Lofoten war das einzige verbliebene Schiff der „traditionellen Generation“, das zuletzt noch auf der Hurtigrute verkehrte. Ihre Komfortmerkmale sind mit den jüngeren Postschiffen der Linie nicht zu vergleichen (Maschinenlärm, engere und einfachere Kabinen), jedoch wurde das Gefühl, auf einem „echten“ Postschiff zu reisen, von vielen Passagieren auch geschätzt.

## Galerie

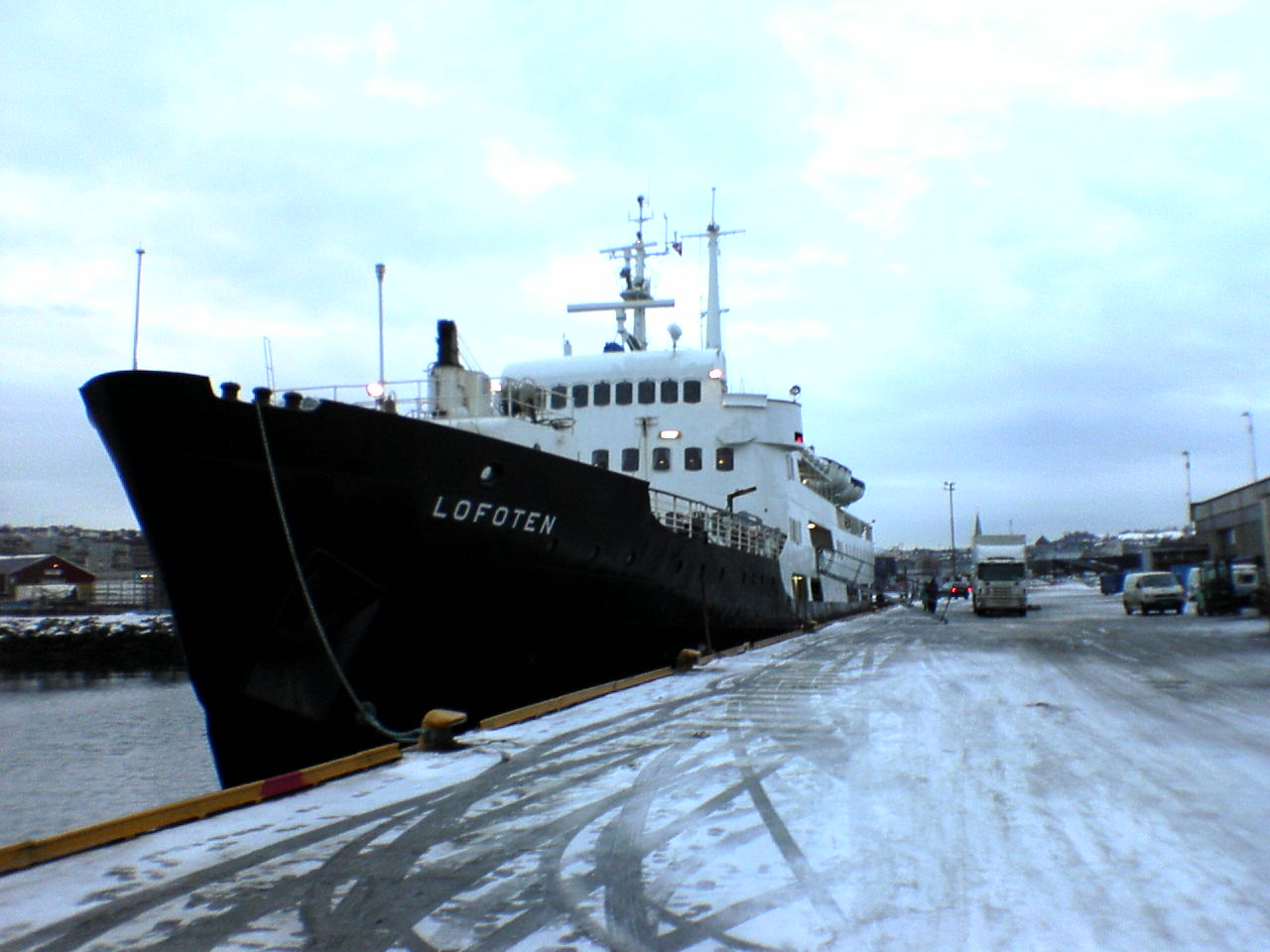
Die Lofoten in Trondheim, Januar 2006
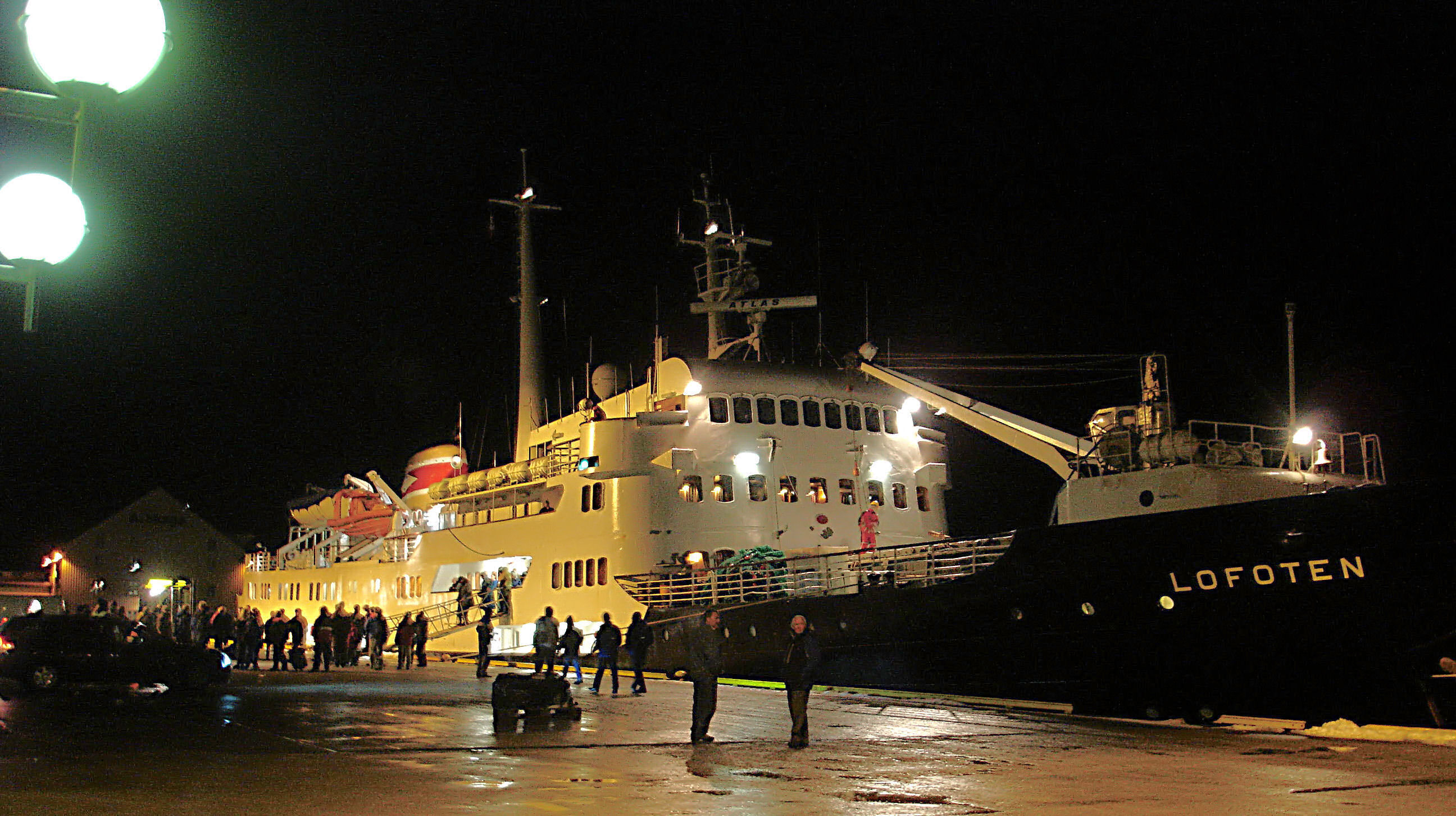
Die Lofoten am Kai von Rørvik
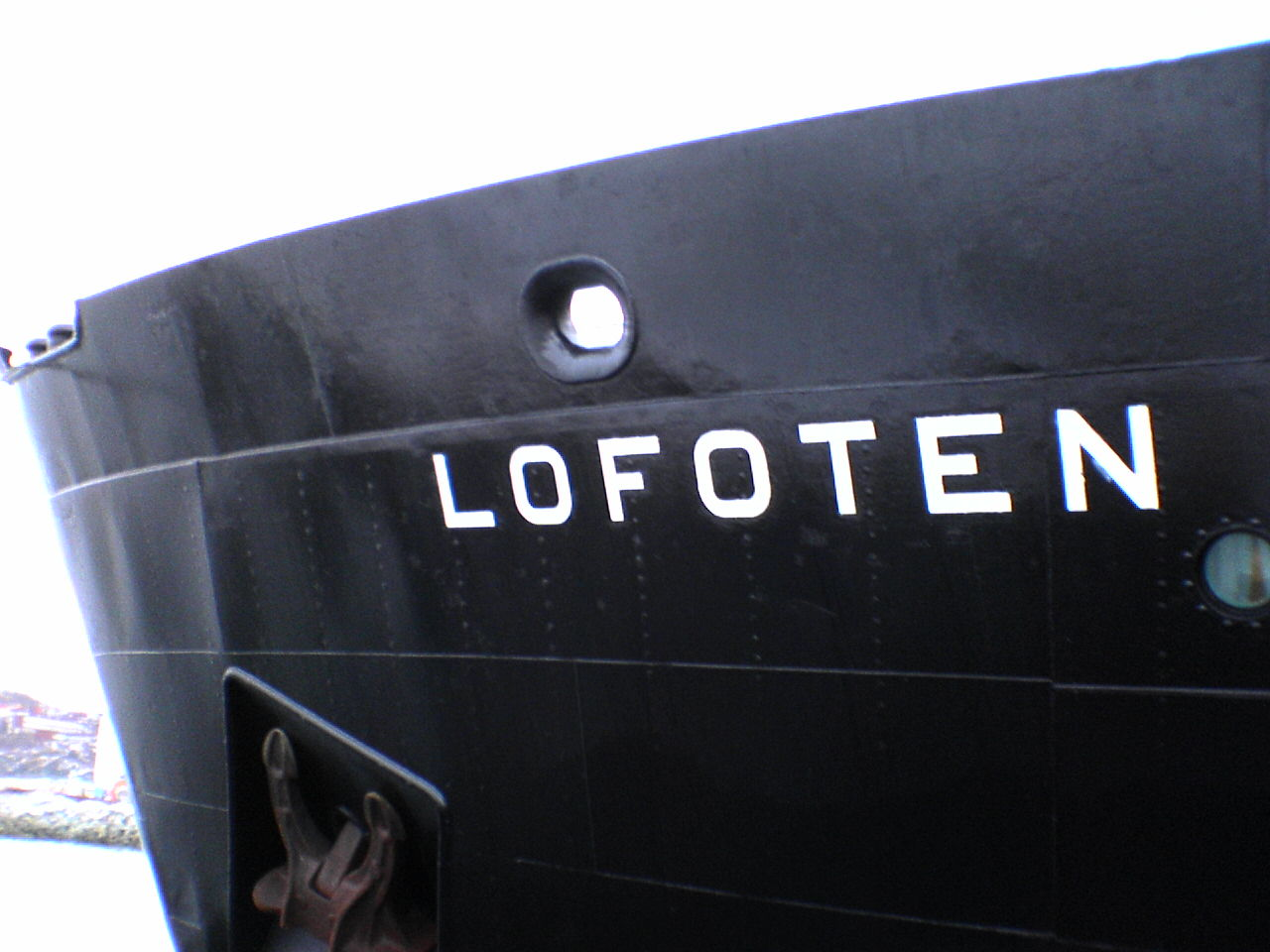
Bugpartie der Lofoten
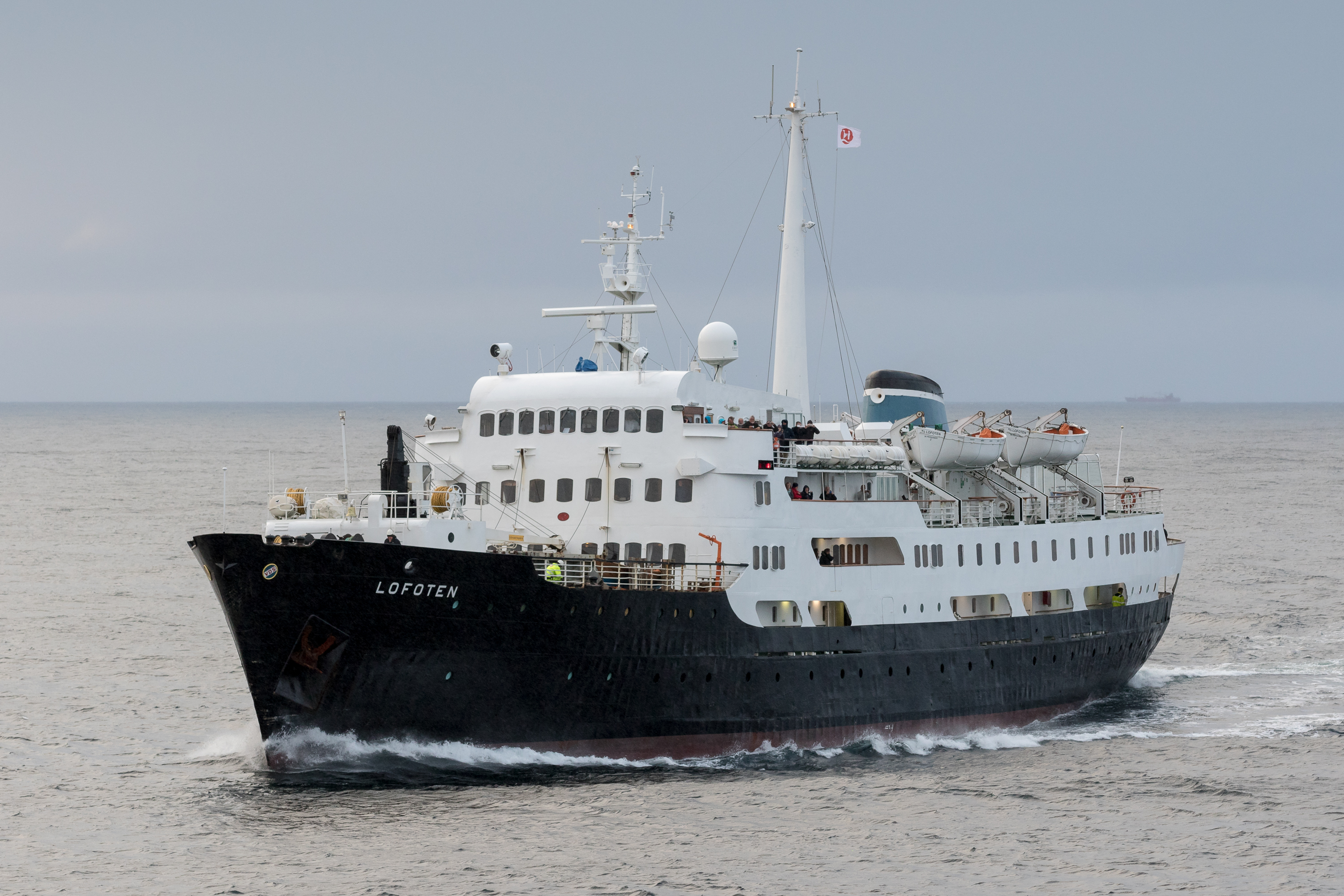
MS Lofoten vor Berlevåg auf 70°51'50" N 29°7'23" E